# Nizozemska Bengalija

Nizozemska Bengalija je bila od leta 1610 do likvidacije podjetja leta 1800 direktorat Nizozemske vzhodnoindijske družbe v Mogulski Bengaliji. Nato je postala kolonija Kraljevine Nizozemske do leta 1825, ko je bila v skladu z Anglo-nizozemskim sporazumom iz leta 1824 prepuščena Britancem. Nizozemska prisotnost v regiji se je začela z ustanovitvijo trgovske postaje v Pipiliju v ustju reke Subarnarekha v Odiši. Nekdanja kolonija je del tega, kar danes imenujemo Nizozemska Indija.  50 % tekstila in 80 % svile je bilo uvoženih iz Bengalije v Nizozemski imperij.

## Zgodovina
Od leta 1615 dalje je Nizozemska vzhodnoindijska družba trgovala v vzhodnem delu Mogulske province Bengalija, Bihar in Orisa.
Leta 1627 je bila prva trgovska postaja s tovarno ustanovljena v pristanišču Pipeli na obali Utkal Plains. Pristanišče Pipeli (Pipilipattan v Odiši) je bilo na sotočju reke Subarnarekha v današnjem okrožju Balasore v Odiši.
Leta 1635 je bila ustanovljena naselbina v pravi Bengaliji pri Činsurah  poleg Huglija za trgovanje z opijem, soljo, muslinom in začimbami. Leta 1655 je bila ustanovljena ločena organizacija, Direktorat Bengalije. Tovarno so leta 1687 obzidali, da bi jo zaščitili pred napadi, leta 1740 pa so jo v času direktorovanja Jana Alberta Sichtermana prezidali v utrdbo s štirimi bastijoni. Utrdba je bila leta 1742 poimenovana Fort Gustavus po generalnem guvernerju Gustaafu Willemu van Imhoffu. Direktor Sichterman je leta 1742 zgradil cerkveni stolp, ki se mu je leta 1765 pridružila cerkvena stavba. Nizozemska ozemeljska lastnina je bila omejena na Činsurah in Baranagore, ki so ju prejeli kot darilo od Nawaba. Za vse namene je bil podrejen vladi v Bataviji.
Nizozemske tovarne niso bile ustanovljene le v pomembnih središčih, kot so Patna, Fatuha, Daka in Malda, temveč tudi v nekaterih notranjih vaseh, kot so Kagaram, Motipur in Mowgrama.
Slavni Francoz, general Perron, ki je služil kot vojaški svetovalec Maratam, se je naselil v tej nizozemski koloniji in tukaj zgradil veliko hišo.
Trgovina je v zgodnjem osemnajstem stoletju uspevala v najbolj razviti regiji Mogulskega mperija Bengalskem Subahu do te mere, da so upravitelji nizozemske vzhodnoindijske družbe leta 1734 dovolili Hugli-Činsuri, da trguje neposredno z Nizozemsko republiko, namesto da bi najprej dostavila svoje blaga v Batavijo. Edina druga naselbina Nizozemske vzhodnoindijske družbe, ki je imela to pravico, je bil Nizozemski Cejlon.
Nizozemski nadzor nad Bengalijo se je zmanjšal zaradi anglo-francoskega rivalstva v Indiji sredi osemnajstega stoletja, in nizozemski status v Bengaliji je bil z britansko zmago v bitki pri Plasseyju leta 1757 zmanjšan na status neznatne moči. Leta 1759 so Nizozemci v bitki pri Činsuri zaman poskušali omejiti britansko moč v Bengaliji.
Nizozemsko Bengalijo so leta 1795 zasedle britanske sile zaradi Kew pisem , ki jih je napisal nizozemski stadtholder Viljem V. Oranski, da bi preprečil, da bi kolonijo zavzela Francija. Anglo-nizozemska pogodba iz leta 1814 je kolonijo obnovila pod nizozemsko vladavino, toda z željo, da bi Indijo razdelili na dve ločeni vplivni sferi, so Nizozemci z anglo-nizozemsko pogodbo iz leta 1824 prepustili vse svoje ustanove na indijskem polotoku Britancem.

## Zapuščina
Utrdba Gustavus je bila od takrat izbrisana z obličja Činsure, vendar velik del nizozemske dediščine še ostaja. Sem spadajo Nizozemsko pokopališče, stare vojašnice (zdaj Činsura sodišče), guvernerjeva rezidenca, hiša generala Perrona, zdaj Činsura kolidž, znan kot Hugli Mohsin kolidž, in stara tovarniška stavba, zdaj pisarna divizijskega komisarja. Hugli-Činsura je zdaj okrožno mesto okrožja Hugli v sodobni Zahodni Bengaliji.
Kossimbazar ima še vedno nizozemsko pokopališče. Na nizozemskem pokopališču v Karingi blizu Čhapre je mavzolej Jacoba van Hoorna, ki je umrl leta 1712.
Nizozemsko cerkev Činsura je leta 1988 porušil Oddelek za javna dela Zahodne Bengalije.  Spominske plošče umrlih Nizozemcev, ki so bile včasih razstavljene v cerkvi, je kalkutski škof leta 1949 podaril Rijksmuseumu Amsterdam. 

## Trgovske postaje
Nizozemska naselja v Bengaliji vključujejo:
- Nizozemska naselbina v Radžšahiju
- V Čhapri je bila tovarna soli (1666-1781) (zasegli Britanci)
- Baleswar ali Balasore (1675 -)
- Patna (1638) (1645-1651) (1651-1781) (zasegli Britanci)
- Kossimbazar ali Kassamabazar
- Malda
- Mirzapur (v Bardhamanu, Zahodna Bengalija)
- Baliapal ali Pipeli, glavno pristanišče Nizozemcev med 1627–1635
- Muršidabad (1710–1759)
- Radžmahal
- Daka (1665-)
- Šerpur

## Poglej tudi
- Nizozemska Koromandija
- Nizozemski Malabar
- Nizozemski Cejlon

## Nadaljnji viri
- Lequin, Frank . (1982). Het personeel van de Verenigde Oost-Indische Compagnie in Azie in de achttiende eeuw, meer in het bijzonder in de vestiging Bengalen ( Osebje nizozemske vzhodnoindijske družbe v Aziji v osemnajstem stoletju, zlasti ustanovitev v Bengalu ). Teza (doktorat), Univerza v Leidnu .ISBN 9789090000947ISBN 9789090000947 ; OCLC 13375077